# Берестовое (Новониколаевский район)
Берестовое (укр. Берестове) — село,
Сторчевский сельский совет,
Новониколаевский район,
Запорожская область,
Украина.
Код КОАТУУ — 2323686202. Население по переписи 2001 года составляло 152 человека.

## Географическое положение
Село Берестовое находится на расстоянии в 1,5 км от села Криворожское (Васильковский район) и в 2-х км от сёл Сторчевое и Ивановское.
По селу протекает пересыхающий ручей с запрудой.

## История
- 1921 год — дата основания.